# Jean-François Bizot
Jean-François Bizot (París, 19 de agosto de 1944 - París, 8 de septiembre de 2007) fue un periodista y ediutor de revistas francés.

## Biografía
El menor de cinco hijos de Ennemond Bizot (1900-1988), ingeniero politécnico, presidente de empresas químicas (Rhône-Poulenc…), miembro de la junta de descuentos y del consejo asesor de la Banque de France, y de Marguerite Gillet (1904-1986), casados en 1925, descendía de la alta católica burgesa de Lyon, propietaria de diversas empresas téxtiles (entre ellas Rhodiaceta). Uno de sus tíos, el banquero Henry Bizot, fue un de los fundadores de Témoignage chrétien Sus bisabuelos de Lille, Clémence Lepoutre y Albert Motte, también estuvieron al frente de una poderosa industria téxtil. Su abuelo, Pierre-François Lepoutre (1735-1801), fue elegido diputado por Lille en los Estados generales.
Formado en los Jesuitas de Versalles, Jean-François Bizot estudió en la Facultad de Economía y en la Letras de París, después en la Escuela Nacional de Indústrias Químicas de Nancy (promoción de 1966). Fue ingeniero-economista en el Bureau de información y previsión económica (BIPE), después se convirtió en periodista en L'Express de 1967 a 1970, período durante el cual Jean-Jacques Servan-Schreiber le envió a los Estados Unidos. Allí, entre otros, conoció el movimiento de Kerouac y Ginsberg, e informa de su primer artículo publicado. Políticamente, siguió durante un tiempo a los Maoistas, después el PSU, pero rápidamente escogió el camino libertario del que no se desviaría.
Heredero de una familia acomodada, Jean-François Bizot decidió poner su dinero al servicio de la contracultura y del underground. En mayo de 1970, se hizo cargo de la revista Actuel, el primer órgano de la prensa libre que innova con sus temas peculiares y contestatarios así como su modelo colorido, en particular Michel-Antoine Burnier, Patrick Rambaud y Jean-Pierre Lentin. En 1972, creó el grupo de prsmsa independiente Nova Press, el nombre del cual fue inspirado en una novela de William Burroughs.
Era un apasionado de todas las culturas alternativas mucho antes de su época, desde el movimiento hippie hasta el hip-hop o el techno. Introduce a los franceses los dibujos de Robert Crumb, el rock psicodélico, pero también el rap. Con Actuel, acompaña desde sus inicios movimientos sociales en la época ocultos o reprimidos: reconocimiento de los homosexuales, antirracismo, ecología, liberación de la mujer, derecho a aborto, liberación sexual o pornografía.
Actuel se convertirá en un diario mítico en los ojos de los periodistas, un verdadero laboratorio de ideas y caldo de cultivo de talentos.
Jean-François Bizot fue cofundador de Radio Nova en 1981, y esta radio también se convirtió en un caldo de cultivo para periodistas y humoristas como Philippe Vandel, Karl Zéro, Édouard Baer, Ariel Wizman, Jamel Debbouze o incluso Tariq Krim.
Cuando Actuel se dejó de publicar en 1995, creó el mensual urbano parisino Nova Mag, que cerró en 2004. El diario fue dirigido sucessivamente por Patrick Zerbib, Catherine Nerson, Vincent Borel, Emmanuel Tellier, Bruno Costemalle. Mientras tanto, se hizo cargo de TSF, “ràdio jazz”, con Frank Ténot.
Murió a los 63 años a causa de un cáncer de vejiga el 8 de septiembre de 2007. Escribió un libro sobre esta enfermedad que havia sufrido durante años: Un moment de faiblesse en 2003. La ministra de la Cultura, Christine Albanel, rindió homenaje a esa "pionera de las culturas alternativas, curioso de todo" y Bernard Kouchner aclamó a un "formidable compañero de aventuras" y un "pionero que supo".

### Cine
- 1972: La Route
- 1995: La Route des gitans
- 1995: Get Up, Stand Up : l'Histoire du reggae

### Ensayos
- C'est demain la veille, entretiens, coescrito con Jean-Pierre Lentin, Daniel Meyer, Alain Gourdin, Paris, Actuel - Seuil, 1973.
- Au parti des socialistes, coautor junto a Léon Mercadet y Patrice Van Eersel, Paris, Grasset, 1975.
- Underground. L’Histoire, Paris, Actuel - Denoël, 2001.
- Vaudou et compagnies. Histoires noires de Abidjan à Zombies, Paris, Actuel - Panamá, 2005
- Paul Rebeyrolle - Plongeons dans la peinture, Eymoutiers, Éditions de l'Espace Paul Rebeyrolle, 2005.
- Revu et corrigé, Paris, Scali, 2005.
- Free Press : la Contre-culture vue par la presse Underground, Paris, Actuel - Panama, 2006, rééd. Nova Éditions, 2010.
- Le cannabis et moi : De 15 à 65 ans, 200 fumeurs racontent, con Jean-Pierre Lentin, Paris, Actuel - Panama, 2007.
- Jean-François Bizot présente la New Wave, coescrito con Mariel Primois y Jean Rouzaud, Paris, Actuel - Panama, 2007.

### Novelas, poemas y narraciones
- Les Déclassés, Éditions du Sagittaire, 1976, rééd. Paris, Grasset, 2003.
- Les Années blanches, Paris, Grasset, 1979.
- Un moment de faiblesse, Paris, Grasset, 2003.[7]
- Une bonne correction, Paris, Actuel - Panama, 2005 ; ici, il s'agit de poèmes originaux modifiés par Bizot.

### Traducciones
- Charles Bukowski, Contes de la folie ordinaire, tr. de l'américain avec Léon Mercadet, 1977, Livre de Poche, 1983.

## Bibliografia
- Baptiste Etchegaray, Marina Bellot, L'Inclassable – D’Actuel à Nova, les cent vies de Jean-François Bizot, Paris, Fayard, 2017.
- Patrice Van Eersel, L'Aventure d'Actuel telle que je l'ai vécue, Paris, Albin Michel, 2017.
- Catherine Nayl, Souvenirs, souvenirs..., Paris,Robert Laffont, 2019.